# Sauna

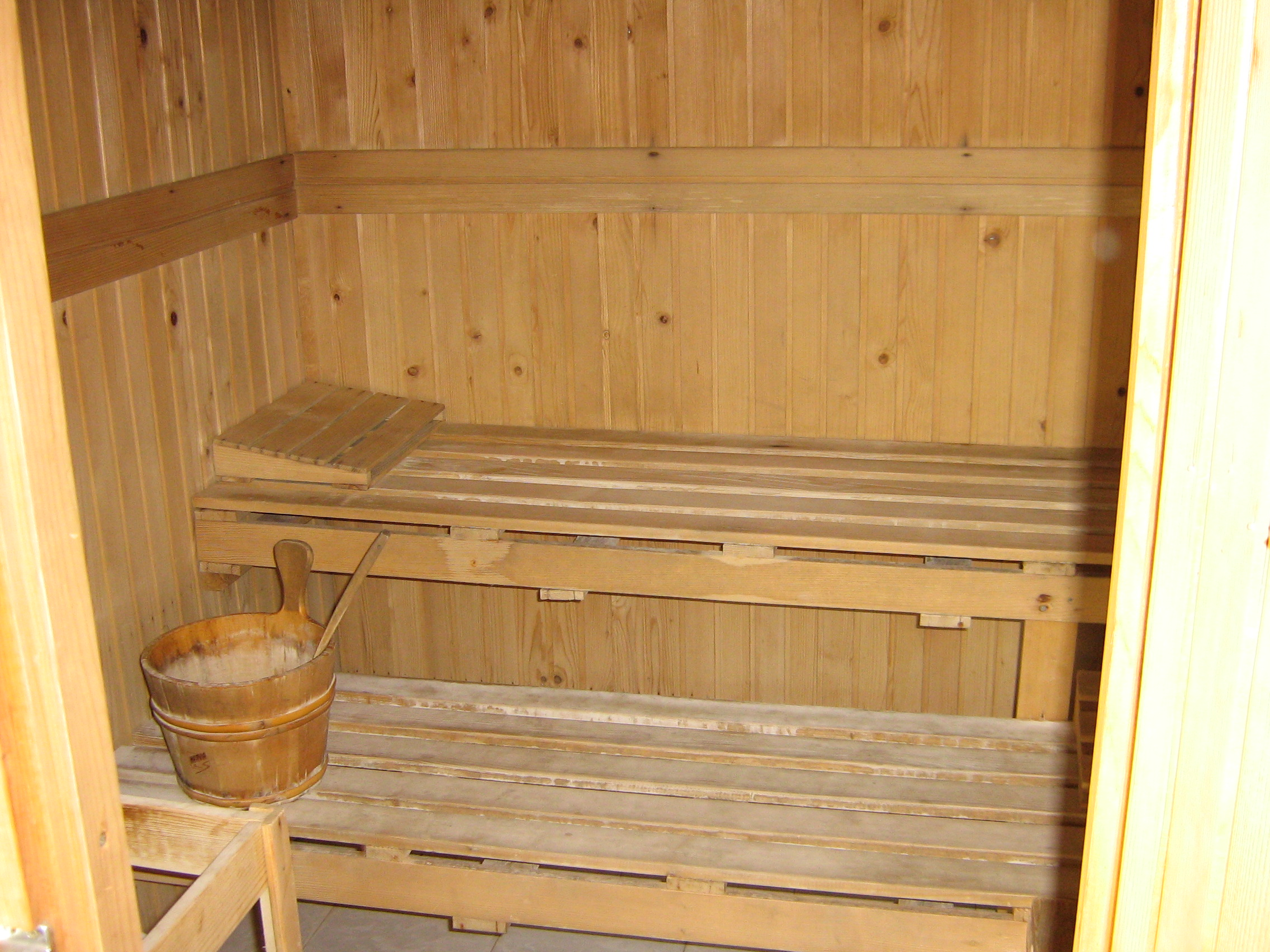
Wnętrze sauny

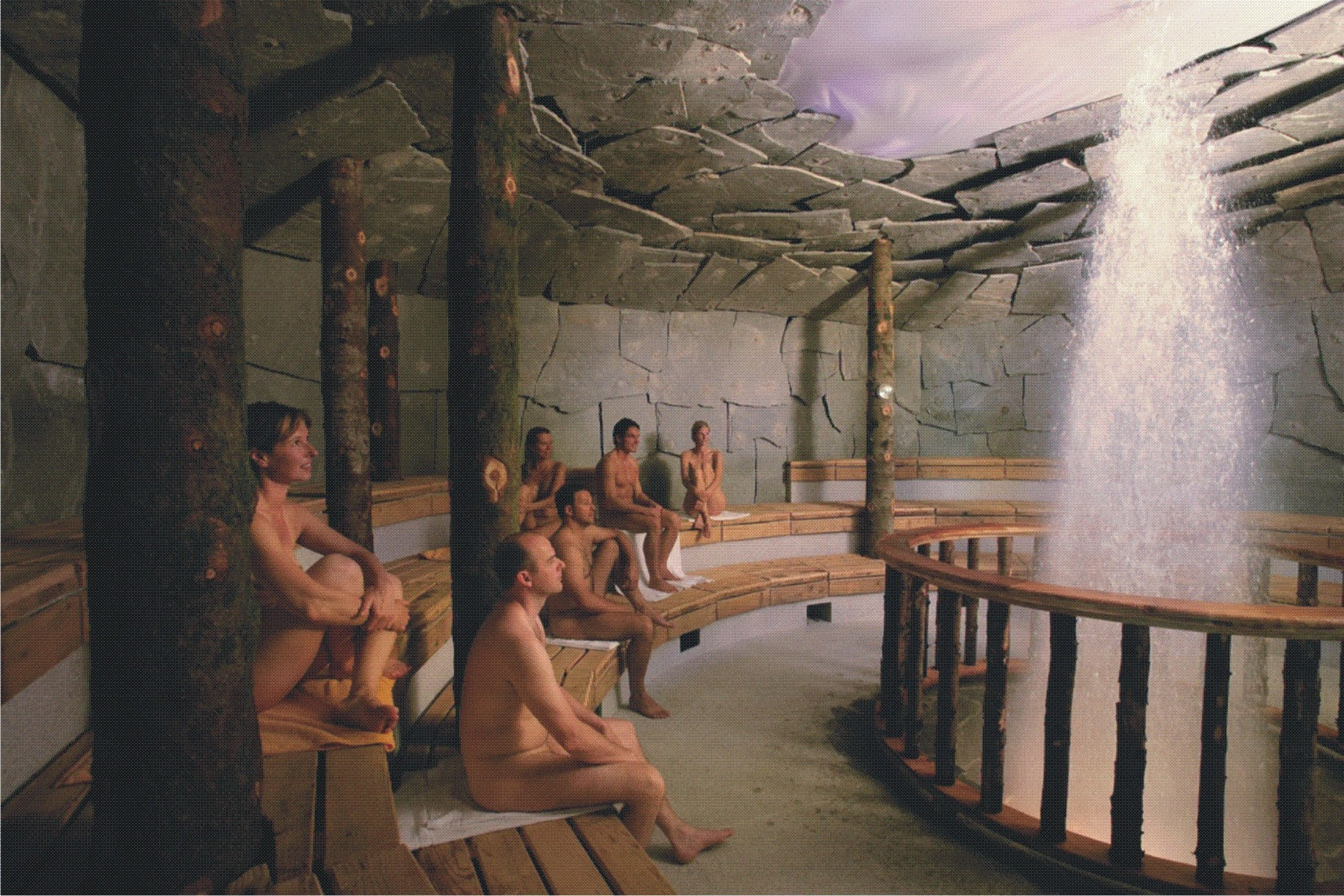
Grupa ludzi w łaźni rzymskiej

Sauna – pomieszczenie, w którym panuje wysoka temperatura i wysoka lub niska wilgotność (w zależności od rodzaju sauny), w którym spędza się od kilku do kilkunastu minut. Pobyt w saunie ma właściwości poprawiające krążenie. Po pobycie w saunie bierze się zwykle kąpiel w chłodnej wodzie. Sauna najpopularniejsza jest w Finlandii, Estonii, Łotwie, Litwie, a także w Rosji (bania), odgrywa w tych krajach ważną rolę społeczną. Sauny były budowane przez Słowian i ludy ugrofińskie (przodków m.in. dzisiejszych Finów i Estończyków) od niepamiętnych czasów.

## Historia
- ślady archeologiczne wskazują, że łaźnie parowe były budowane w Europie Środkowej przez Słowian już w VIII-X w.[1][2]

## Rodzaje sauny

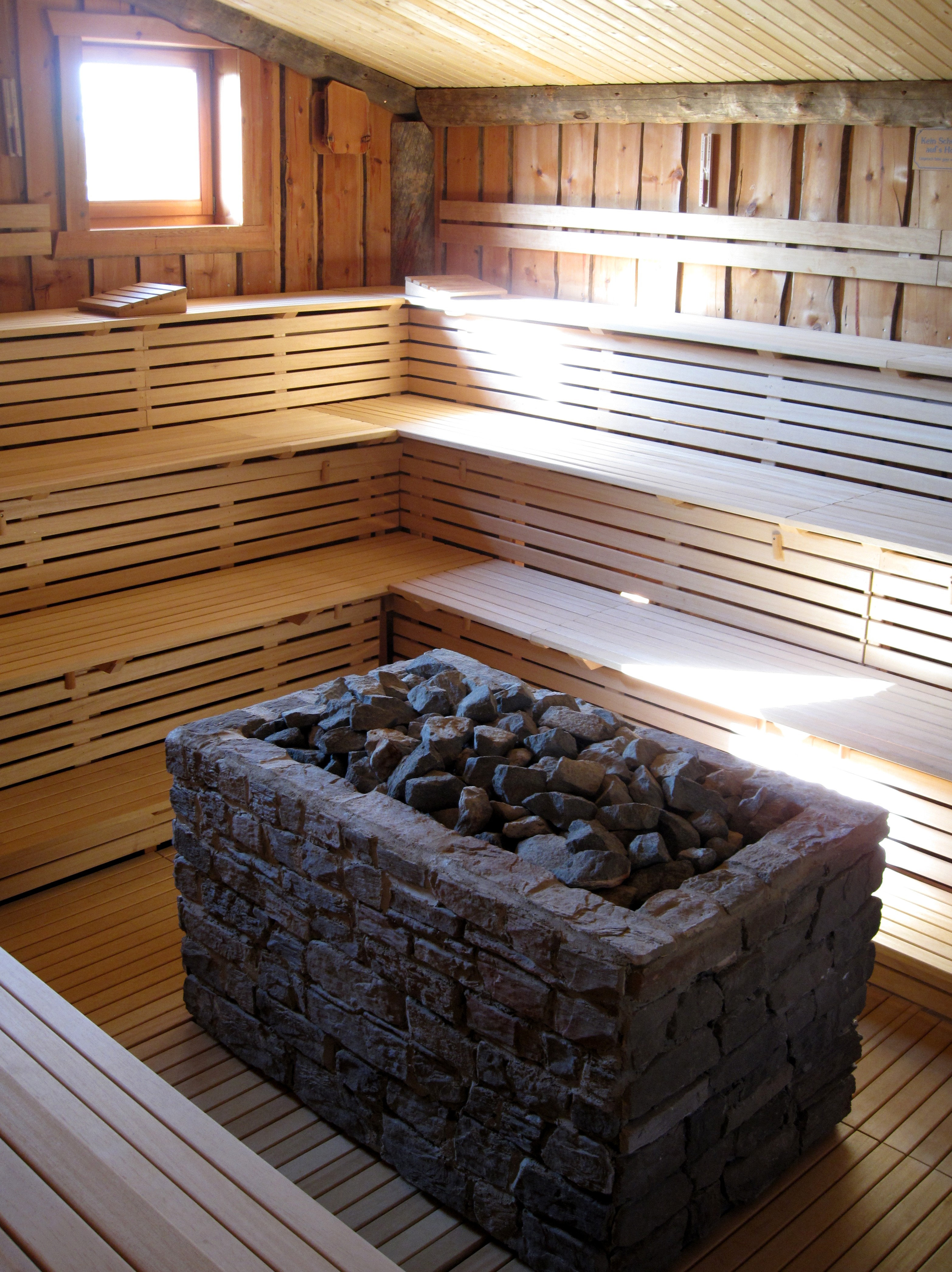
Piec w saunie

| Rodzaj sauny                                 | Temperatura powietrza | Wilgotność względna | Opis |
| -------------------------------------------- | --------------------- | ------------------- | --- |
| Sauna sucha                                  | 60 – 110 °C           | 10 – 15%            | Zbudowana z drewna; wodę na kamienie wylewa się jedynie podczas seansów parowych. Elementem grzewczym jest piec na drewno lub elektryczny wyłożony specjalnymi kamieniami. |
| Sauna mokra                                  | 50 – 65 °C            | 20 – 40%            | Wilgotność podnosi się poprzez urządzenie zwiększające wilgotność, parownik itp.                                                                                           |
| Sauna parowa (łaźnia rzymska, sauna ziołowa) | 45 – 55 °C            | 40%                 | Temperatura i wilgotność powietrza regulowana automatycznie, do pieca używa się parownika (generatora pary), w pomieszczeniu ma panować wilgotność powiększona.            |
| Łaźnia mokra                                 | 45 – 55 °C            | 100%                | Zbudowana z materiałów ceramicznych lub tworzyw sztucznych. |
| Sauna na podczerwień (sauna infrared)        | n/d                   | n/d                 | Elementem grzewczym są promienniki podczerwieni. |

## Wskazania
- Przewlekłe choroby takie jak: napięcie mięśni grzbietu, przewlekłe reumatoidalne zapalenie stawów[3], zesztywniające zapalenie stawów kręgosłupa.
- Obturacyjne choroby płuc: astma oskrzelowa, przewlekłe zapalenie oskrzeli, przewlekła obturacyjna choroba płuc[4].
- Choroby kardiologiczne: nadciśnienie[5][6] w I i II stadium (nieustalone), niedrożność tętnic obwodowych (I i II stopień według Fontaine), dusznica bolesna naczynioruchowa, zawał serca (nie wcześniej niż 6 miesięcy po incydencie).
- Ogólne wskazania: dla poprawy wydolności (podnosi wydolność w sportach wytrzymałościowych[7]) i ogólnego stanu zdrowia, jako środek hartujący przy obniżonej odporności.
- Anoreksja[8].
- Bóle reumatyczne, ale nie neuropatyczne[9].

## Przeciwwskazania
- Reumatoidalne: w ostrym stanie reumatycznym.
- Pulmonologiczne – infekcje: przeziębienie, gruźlica, ostry stan astmatyczny.
- Kardiologiczne[10]: niewydolność serca, krążenia i wieńcowa ze stenokardią spoczynkową, niedawno przebyty zawał mięśnia sercowego[11] oraz inne choroby serca i nadciśnienie (najlepiej korzystać po konsultacji z lekarzem).
- Inne: ciąża, ostre stany zapalne, wrzody, guzy, ogniska zakażenia (np. przy bólu zęba), choroby weneryczne, padaczka[10], jaskra, stulejka, impotencja, daltonizm i inne (wskazana jest konsultacja z lekarzem). Korzystanie z sauny nie jest jednak przeciwwskazane u większości osób z chorobą niedokrwienną serca[12].
- Nadużywanie alkoholu, kokainy[10], kac[13].
- Ortopedyczne: osoby posiadające implanty np. endoproteza stawu biodrowego.
- Niedawno przebyte zabiegi chirurgiczne.
- Przyjmowanie leków przeciwzakrzepowych.

## Saunowanie w Polsce

### Polskie Towarzystwo Saunowe
W Polsce od 10 maja 2014 działa Polskie Towarzystwo Saunowe (PTS). Organizacja ma swoją siedzibę w Katowicach. Celem PTS jest działalność na rzecz "szeroko pojętego uświadamiania społeczeństwu oraz zarządcom ośrodków saunowych walorów zdrowotnych i rekreacyjnych płynących z zażywania kąpieli saunowych w sposób poprawny i zgodny z kulturą saunowania, niezależnie od wieku". Towarzystwo zajmuje się szkoleniem saunamistrzów, a także organizowaniem imprez integrujących miłośników saunowania.

## Inne informacje
Tampere, drugie co do wielkości miasto Finlandii, zostało oficjalnie ogłoszone „Światową Stolicą Sauny”.
Największa sauna na świecie o nazwie  Colosseum, mogąca pomieścić 300 osób znajduje się w Polsce, w Termach Rzymskich w Czeladzi.